# Alona Tal
Pour les articles homonymes, voir Tal.
 (avril 2018).
Si vous disposez d'ouvrages ou d'articles de référence ou si vous connaissez des sites web de qualité traitant du thème abordé ici, merci de compléter l'article en donnant les références utiles à sa vérifiabilité et en les liant à la section « Notes et références ».
Alona Tal (en hébreu : אלונה טל) est une actrice israélienne, née le 20 octobre 1983 à Herzliya en Israël.

## Biographie

### Jeunesse
Alona Tal naît le 20 octobre 1983 à Herzliya en Israël. 
Elle suit ses études d'abord à l'école d'art Thelma Yellin à Tel-Aviv, et ensuite au Lee Strasberg Theatre and Film Institute à New York.
Elle fait son service militaire dans l'armée israélienne.

### Carrière
Elle commence à jouer dans Pim Pam Po 2, une cassette musicale pour enfants où elle tient le rôle du démon Mashefula, puis obtient un rôle dans une publicité pour du détergent.
Son premier grand rôle est celui de Lilah dans Lihiyot Kokhav (en anglais : Being a star, ce que l'on peut rapprocher de Star Academy en France, mais aussi pour les acteurs). Pendant qu'elle participait à cette émission, elle est devenue une énorme star en Israël[réf. nécessaire], et s'est vue offrir deux rôles dans des séries télé. La première était l'histoire d'une famille dans l'industrie hôtelière, un soap appelé Tzimmerim, et le second, The Pijamas était une sitcom racontant les aventures d'un groupe de jeunes musiciens essayant de percer dans le monde du disque, qui a duré 3 saisons.
Grâce à cette série, on a donc pu voir Alona nous montrer l'immensité de son talent musical et lui a même permis d'enregistrer quelques chansons telles que Hafinaly avec le rappeur israélien Subliminal.
Voulant s'éloigner de cette vie et prendre un nouveau départ, Alona décide de partir emménager à New York où vit sa sœur. Là-bas, elle rencontre le rappeur Wyclef Jean et enregistre une chanson avec lui.
Après New York, elle déménage à Los Angeles pour auditionner pour le rôle de Veronica Mars dans la série du même nom. Elle arrivera 2e aux auditions et ce sera Kristen Bell qui aura le rôle mais Rob Thomas déclare l'avoir tellement aimé qu'il a décidé de créer le rôle de Meg Mannings rien que pour elle.
Ce rôle lui permet de décrocher un contrat de 10 épisodes.
Par la suite, on a pu la voir en guest-star dans Sept à la maison, Les Experts, Cold Case : Affaires classées ou encore Commander in Chief.
Lors de la mi-saison de 2006, elle se voit proposer le rôle de Bex Christensen, une skateuse, pour le nouveau show Split Decision par la CW, mais le pilote n'est pas retenu, et elle est obligée de recommencer à passer des auditions.
C'est ce qu'elle fait pour le rôle de Alex dans Supernatural (qui fut par la suite re-nommé "Jo" après plusieurs réactions des fans), qui était au départ, la future petite-amie de Dean. Aujourd'hui, on ne sait toujours pas si un éventuel retour de l'actrice dans la série est envisageable.
Plus tard en 2006, elle tourne un film appelé Mission Alcatraz 2 (Half Past Dead 2) et Taking Five (es), un teen movie dans lequel elle interprète Devon (le film attend aujourd'hui d'être choisi par un studio pour être diffusé au cinéma).
Puis, en 2007, elle obtient le rôle de Rebecca King dans Los Duques qui sera quant à lui diffusé le mardi à 10h00 à partir du 11 septembre. Le nom a par contre changé puisque la série apparaît sous le nom de Cane.
En juin 2007, elle s'est mariée à l'acteur Marcos Ferraez (en), avec qui elle était déjà amie depuis 3 ans et demi, au SCAPA à Namal Tel-aviv.
En 2010, c'est elle qui prête sa voix au spartan « Kat » dans la version originale du jeu vidéo Halo: Reach.

### Vie privée
Alona Tal épouse le 23 mars 2005 l'acteur Marcos Ferraez (en). Elle tombe enceinte fin 2016. Le couple a eu deux filles nées en mars 2017 et septembre 2022.

## Filmographie

### Cinéma
- 2003 : To Be a Star (Lilach)
- 2007 : Otages de mon cœur (Taking Five) : Devon
- 2007 : Mission Alcatraz 2 (Half Past Dead 2) (vidéo) d'Art Camacho : Ellie Burke
- 2008 : College Rock Stars : Gina
- 2008 : Blessed Is the Match: The Life and Death of Hannah Senesh (documentaire) : Hannah Senesh (voix)
- 2010 : Kalamity : Ashley
- 2010 : Undocumented : Liz
- 2013 : Broken City d'Allen Hughes : Katy Bradshaw
- 2015 : One Shot d'Isaac Rentz : KT
- 2015 : Night of the Living Dead: Origins 3D : Helen Cooper
- 2022 : Grimmcutty (Mélinda Jaynes)

### Télévision

#### Téléfilms
- 2006 : Split Decision (Bex Christensen)
- 2007 : Frangela (Sara)
- 2011 : Three Inches (Lily Thereoux)
- 2014 : D'amour et de feu (Madison Park)

#### Séries télévisées
- 2003 - 2006 : Ha-Pijamot (62 épisodes) : Alona Tal
- 2004 - 2006 : Veronica Mars (10 épisodes) : Meg Manning
- 2005 : Les Experts (CSI: Crime Scene Investigation) (saison 6, épisode 02 : Sévices d'étage) : Tally Jordan
- 2006 : Cold Case : Affaires classées (Cold Case) (saison 3, épisode 11 : Repartir à zéro) : Sally en 1988
- 2006 : Sept à la maison (7th Heaven) (saison 10 , épisode 17 : Restez en ligne !) : Simon's Mystery Friend
- 2006 : Commander in Chief (saison 1, épisode 13 : L'État de l'union) : Courtney Winters
- 2006 - 2011 : Supernatural (7 épisodes) : Joanna Beth Harvelle
- 2007 : Cane (13 épisodes) : Rebecca King
- 2008 : Party Down (saison 1, épisode 02 : Caucus du syndicat des conservateurs du California College) : Heather
- 2008 : The Cleaner (saison 1, épisode 02 : Mauvaise Vague) : Jackie Kemp
- 2008 : Ghost Whisperer (saison 4, épisode 01 : Unis par les flammes) : Fiona Raine
- 2009 : Mentalist (The Mentalist) (saison 1, épisode 14 : Rouge de désir) : Natalie
- 2009 : Le Retour de K 2000 (Knight Rider) (saison , épisode : Un vieil ami) : Julie Nelson
- 2009 : Monk (saison 8, épisode 16 : Monk s'en va : Partie 2) : Molly Evans
- 2010 : Lie to Me (saison 2, épisode 14 : L'Enfer du devoir) : Becky Turley
- 2010 : Leverage (saison 3, épisode 06 : Le Coup du studio) : Kaye Lynn Gold
- 2010 : The Defenders (saison 1, épisode 03 : Toute la vérité, rien que la vérité) : Ashley
- 2010 : Independent Lens (documentaire) (saison , épisode : Blessed Is the Match) : Hannah Senesh (voice)
- 2011 : The Killing (saison 1, épisode 12 : Beau Soleil) : Aleena Drizocki
- 2011 : Pretty Little Liars : Simone (saison 1, épisode 14 : Encore une danse !) : Simone
- 2011 : Yaldey Rosh Ha-Memshala : Libi Agmon[2]
- 2011 : Against the Wall : Nicki
  - (saison 1, épisode 05 : Club privé)
  - (saison 1, épisode 09 : Clichés Macabres)
- 2013 : Cult (13 épisodes) : Marti Gerritsen/Kelly Collins
- 2013 : Burn Notice : Sonya (8 épisodes)
- 2014 : Hand of God (saison 1, épisode 01 : Pilot) : Jocelyn
- 2016 : Hostages (saison 2) : Zohar
- 2017 : SEAL Team (récurrente) : Stella
- 2019 : The Spy: Julia Schneider
- 2020 : Away (saison 1, épisode 6) : Miriam Weisberg
- 2021 : Truth Be Told : le Poison de la vérité (10 épisodes) : Ivy Abbott
- 2024 : Cross : Kayla Craig

## Jeu vidéo
- 2010 : Halo: Reach : Kat (voix)